# 577 TCN
577 TCN là một năm trong lịch La Mã.